# Ontherus erosioides
Ontherus erosioides är en skalbaggsart som beskrevs av Luederwaldt 1930. Ontherus erosioides ingår i släktet Ontherus och familjen bladhorningar. Inga underarter finns listade i Catalogue of Life.